# گریس مولونی
گریس مولونی (انگلیسی: Grace Moloney؛ زادهٔ ۱ مارس ۱۹۹۳) بازیکن فوتبال اهل بریتانیا است.
از باشگاه‌هایی که در آن بازی کرده‌است می‌توان به اشاره کرد.
وی همچنین در تیم‌های ملی فوتبال زنان جمهوری ایرلند، و زنان جمهوری ایرلند، و زنان جمهوری ایرلند، بازی کرده‌است.